# Megabracon pulchripennis
Megabracon pulchripennis är en stekelart som först beskrevs av Cameron 1887.  Megabracon pulchripennis ingår i släktet Megabracon och familjen bracksteklar. Inga underarter finns listade i Catalogue of Life.